# Väster-Skivsjön
Väster-Skivsjön är en sjö i Umeå kommun i Västerbotten och ingår i Sävaråns huvudavrinningsområde.